# Дзерба, Чезаре
Чезаре Дзерба (итал. Cesare Zerba; 15 апреля 1892, Кастельнуово-Скривия, королевство Италия — 11 июля 1973, Рим, Италия) — итальянский куриальный кардинал. Заместитель Секретаря Священной Конгрегации дисциплины таинств с 5 мая 1939 по 18 декабря 1958. Секретарь Священной Конгрегации дисциплины таинств с 18 декабря 1958 по 26 января 1965. Титулярный архиепископ Колоссе с 28 августа 1962 по 22 февраля 1965. Кардинал-священник с 22 февраля 1965, с титулом церкви pro illa vice Ностра-Синьора-дель-Сакро-Куоре-ин-Чирко-Агонале с 25 февраля 1965.